# جيورجي نافالوفسكي
جيورجي نافالوفسكي (28 يونيو 1986 بتبليسي في جورجيا - ) هو لاعب كرة قدم جورجي في مركز الدفاع. شارك مع منتخب جورجيا تحت 21 سنة لكرة القدم ومنتخب جورجيا لكرة القدم. أما مع النوادي، فقد لعب مع أنجي محج قلعة وديلا غوري ونادي إنتر باكو ونادي دينامو تبليسي ونادي فولغا نيجني نوفغورود ونادي ميتالورغي روستافي ونادي توسنو وميتالورج كوزباس نوفوكوزنتسك ونادي خيمكي ونادي سكا خاباروفسك.

## وصلات خارجية
- جيورجي نافالوفسكي على موقع الاتحاد الأوربي (الإنجليزية)
- جيورجي نافالوفسكي على موقع قاعدة بيانات كرة القدم.إي يو (الإنجليزية)
- جيورجي نافالوفسكي على موقع ناشيونال فوتبول تيمز (الإنجليزية)
- جيورجي نافالوفسكي على موقع Soccerway.com (الإنجليزية)
- جيورجي نافالوفسكي على موقع AS.com (الإسبانية)